# Liste der Kulturdenkmale in Hammerstedt
In der Liste der Kulturdenkmale in Hammerstedt sind alle Kulturdenkmale der thüringischen Gemeinde Hammerstedt (Landkreis Weimarer Land) und ihrer Ortsteilen aufgelistet (Stand: 26. April 2012).

## Hammerstedt
Einzeldenkmal
| Bild                           | Bezeichnung         | Lage    | Datierung | Beschreibung       | ID |
| ------------------------------ | ------------------- | ------- | --------- | ------------------ | -- |
| weitere Bilder Fotos hochladen | Kirche mit Kirchhof | (Karte) |           | 1787 neu aufgebaut |    |

## Quelle
- Denkmalliste Landkreis Weimarer Land. (PDF; 929 kB) weimarerland.de